# Chuyến bay 1878 của Turkish Airlines
Chuyến bay 1878 của Turkish Airlines là một chuyến bay quốc tế chở khách từ Sân bay Milan–Malpensa, Italy tới Sân bay Istanbul Atatürk, Istanbul, Thổ Nhĩ Kỳ. Vào ngày 25 tháng 4 năm 2015, chiếc máy bay liệng vòng trước khi hạ cánh, gây ra hỏng hóc cho cánh máy bay và tạo nên một đám cháy. Chiếc máy bay phải bay vòng lại rồi hạ cánh an toàn.Tất cả 102 hành khách và phi hành đoàn sống sót.